# Olavius cornuatus
Olavius cornuatus är en ringmaskart som beskrevs av Davis 1984. Olavius cornuatus ingår i släktet Olavius och familjen glattmaskar. Inga underarter finns listade i Catalogue of Life.